# 韋爾芒杜瓦的貝亞特麗絲
韋爾芒杜瓦的貝亞特麗絲（法語：Béatrice de Vermandois，約880年—931年），西法蘭克王后，922年至923年在位。
貝亞特麗絲的父親是韋爾芒杜瓦伯爵，倫巴底國王伯納德的孫子。

## 家庭
約890年左右，貝亞特麗絲與羅貝爾一世結婚，兩人的獨子于格即是于格·卡佩的父親。